# Sphaerophoria loewii
Sphaerophoria loewii är en tvåvingeart som beskrevs av Zetterstedt 1843. Sphaerophoria loewii ingår i släktet sländblomflugor, och familjen blomflugor.
Artens utbredningsområde är Sverige. Inga underarter finns listade i Catalogue of Life.